# Маскат (губернаторство)
Маскат — провінція (мухафаза) Султанату Оман. Це найбільше місто і столиця Оману. Провінція Маскат, або Маскат-Сіті, це резиденція уряду, і є вантажним нафтовим портом Омана. Населення сягнуло 1.288.330 у травні 2015.

## Поділ
Провінція складається з шести вілаєтів.
- Маскат
- Мутра
- Баушер
- Сіб
- аль-Амірат
- Кураят